# نمایش شب
نمایش شب (به انگلیسی: Stag Night) یک فیلم ترسناک آمریکایی محصول ۲۰۰۸ به نویسندگی و کارگردانی پیتر ای. داولینگ است. داستان در مورد چهار مردی است که از یک مهمانی مجردی به همراه دو رقصنده در یک سکوی متروکه در متروی شهر نیویورک گرفتار می‌شوند و در آنجا شاهد یک قتل هستند می‌باشد.

## داستان
در تونل مترو شهر نیویورک، قتل‌های وحشتناکی صورت گرفته‌است. آخرین مسافران شب، که از همه چیز بی‌خبرند از قطار جامانده و در تونل گرفتار می‌شوند. آنها که می‌دانند تا ساعت شش صبح فردا از قطاری دیگری خبری نیست، به ناچار تصمیم می‌گیرند تا پیاده تونل را طی کنند. غافل از اینکه شکارچیان انسان در کمینشان هستند …